# Delray Beach International Tennis Championships
El Torneig de Delray Beach, oficialment conegut com a International Tennis Championships, és una competició tennística professional que es disputa anualment sobre pista dura al Delray Beach Tennis Center de Delray Beach, Florida, Estats Units. Pertany a les sèries 250 del circuit ATP masculí i es disputa durant el mes de febrer.
El torneig es va crear l'any 1993 a la localitat de Coral Springs, però l'any 1999 es va desplaçar Delray Beach, també a Florida.

## Palmarès

### Individual masculí
| Localització  | Any  | Campió                  | Finalista                   | Resultat            |
| ------------- | ---- | ----------------------- | --------------------------- | ------------------- |
| Delray Beach  | 2025 | Miomir Kecmanović       | Alejandro Davidovich Fokina | 3−6, 6−1, 7−5       |
| Delray Beach  | 2024 | Taylor Fritz (2)        | Tommy Paul                  | 6−2, 6−3            |
| Delray Beach  | 2023 | Taylor Fritz            | Miomir Kecmanović           | 6−0, 5−7, 6−2       |
| Delray Beach  | 2022 | Cameron Norrie          | Reilly Opelka               | 7−6(1), 7−6(4)      |
| Delray Beach  | 2021 | Hubert Hurkacz          | Sebastian Korda             | 6−3, 6−3            |
| Delray Beach  | 2020 | Reilly Opelka           | Yoshihito Nishioka          | 7−5, 6−7(4), 6−2    |
| Delray Beach  | 2019 | Radu Albot              | Dan Evans                   | 3−6, 6−4, 7−6(7)    |
| Delray Beach  | 2018 | Frances Tiafoe          | Peter Gojowczyk             | 6−1, 6−4            |
| Delray Beach  | 2017 | Jack Sock               | Milos Raonic                | Renúncia            |
| Delray Beach  | 2016 | Sam Querrey             | Rajeev Ram                  | 6−4, 7−6(6)         |
| Delray Beach  | 2015 | Ivo Karlović            | Donald Young                | 6−3, 6−3            |
| Delray Beach  | 2014 | Marin Čilić             | Kevin Anderson              | 7−6(6), 6−7(7), 6−4 |
| Delray Beach  | 2013 | Ernests Gulbis (2)      | Édouard Roger-Vasselin      | 7−6(3), 6−3         |
| Delray Beach  | 2012 | Kevin Anderson          | Marinko Matosevic           | 6−4, 7−6(2)         |
| Delray Beach  | 2011 | Juan Martín del Potro   | Janko Tipsarević            | 6−4, 6−4            |
| Delray Beach  | 2010 | Ernests Gulbis          | Ivo Karlović                | 6−2, 6−3            |
| Delray Beach  | 2009 | Mardy Fish              | Ievgueni Koroliov           | 7−5, 6−3            |
| Delray Beach  | 2008 | Kei Nishikori           | James Blake                 | 3−6, 6−1, 6−4       |
| Delray Beach  | 2007 | Xavier Malisse (2)      | James Blake                 | 5−7, 6−4, 6−4       |
| Delray Beach  | 2006 | Tommy Haas              | Xavier Malisse              | 6−3, 3−6, 7−6(5)    |
| Delray Beach  | 2005 | Xavier Malisse          | Jiří Novák                  | 7−6(6), 6−2         |
| Delray Beach  | 2004 | Ricardo Mello           | Vincent Spadea              | 7−6(2), 6−3         |
| Delray Beach  | 2003 | Jan-Michael Gambill (2) | Mardy Fish                  | 6−0, 7−6(5)         |
| Delray Beach  | 2002 | Davide Sanguinetti      | Andy Roddick                | 6−4, 4−6, 6−4       |
| Delray Beach  | 2001 | Jan-Michael Gambill     | Xavier Malisse              | 7−5, 6−4            |
| Delray Beach  | 2000 | Stefan Koubek           | Álex Calatrava              | 6−1, 4−6, 6−4       |
| Delray Beach  | 1999 | Lleyton Hewitt          | Xavier Malisse              | 6−4, 6−7(2), 6−1    |
| Coral Springs | 1998 | Andrew Ilie             | Davide Sanguinetti          | 7−5, 6−4            |
| Coral Springs | 1997 | Jason Stoltenberg (2)   | Jonas Björkman              | 6−0, 2−6, 7−5       |
| Coral Springs | 1996 | Jason Stoltenberg       | Chris Woodruff              | 7−6(4), 2−6, 7−5    |
| Coral Springs | 1995 | Todd Woodbridge         | Greg Rusedski               | 6−4, 6−2            |
| Coral Springs | 1994 | Luiz Mattar             | Jamie Morgan                | 6−4, 3−6, 6−3       |
| Coral Springs | 1993 | Todd Martin             | David Wheaton               | 6−3, 6−4            |

### Dobles masculins
| Localització  | Any  | Campions                              | Finalistes                                | Resultat               |
| ------------- | ---- | ------------------------------------- | ----------------------------------------- | ---------------------- |
| Delray Beach  | 2025 | Miomir Kecmanović Brandon Nakashima   | Christian Harrison Evan King              | 7−6(3), 1−6, [10−3]    |
| Delray Beach  | 2024 | Julian Cash Robert Galloway           | Santiago González Neal Skupski            | 5−7, 7−5, [10−2]       |
| Delray Beach  | 2023 | Marcelo Arévalo Jean-Julien Rojer (2) | Rinky Hijikata Reese Stalder              | 6−3, 6−4               |
| Delray Beach  | 2022 | Marcelo Arévalo Jean-Julien Rojer     | Aleksandr Nedovyesov Aisam-ul-Haq Qureshi | 6−2, 6−7(5), [10−4]    |
| Delray Beach  | 2021 | Ariel Behar Gonzalo Escobar           | Christian Harrison Ryan Harrison          | 6−7(5), 7−6(4), [10−4] |
| Delray Beach  | 2020 | Bob Bryan Mike Bryan (6)              | Luke Bambridge Ben McLachlan              | 3−6, 7−5, [10−5]       |
| Delray Beach  | 2019 | Bob Bryan Mike Bryan                  | Ken Skupski Neal Skupski                  | 7−6(5), 6−4            |
| Delray Beach  | 2018 | Jack Sock Jackson Withrow             | Nicholas Monroe John-Patrick Smith        | 4−6, 6−4, [10−8]       |
| Delray Beach  | 2017 | Raven Klaasen Rajeev Ram              | Treat Huey Max Mirnyi                     | 7−5, 7−5               |
| Delray Beach  | 2016 | Oliver Marach Fabrice Martin          | Bob Bryan Mike Bryan                      | 3−6, 7−6(7), [13−11]   |
| Delray Beach  | 2015 | Bob Bryan Mike Bryan                  | Raven Klaasen Leander Paes                | 6−3, 3−6, [10−6]       |
| Delray Beach  | 2014 | Bob Bryan Mike Bryan                  | František Čermák Mikhaïl Ielguin          | 6−2, 6−3               |
| Delray Beach  | 2013 | James Blake Jack Sock                 | Maks Mirni Horia Tecău                    | 6−4, 6−4               |
| Delray Beach  | 2012 | Colin Fleming Ross Hutchins           | Michal Mertiňák André Sá                  | 2−6, 7−6(5), [15−13]   |
| Delray Beach  | 2011 | Scott Lipsky Rajeev Ram               | Christopher Kas Alexander Peya            | 4−6, 6−4, [10−3]       |
| Delray Beach  | 2010 | Bob Bryan Mike Bryan                  | Philipp Marx Igor Zelenay                 | 6−3, 7−6(3)            |
| Delray Beach  | 2009 | Bob Bryan Mike Bryan                  | Marcelo Melo André Sá                     | 6−4, 6−4               |
| Delray Beach  | 2008 | Maks Mirni Jamie Murray               | Bob Bryan Mike Bryan                      | 6−4, 3−6, [10−6]       |
| Delray Beach  | 2007 | Xavier Malisse Hugo Armando           | James Auckland Stephen Huss               | 6−3, 6−7(4), [10−5]    |
| Delray Beach  | 2006 | Mark Knowles Daniel Nestor            | Chris Haggard Wesley Moodie               | 6−2, 6−3               |
| Delray Beach  | 2005 | Simon Aspelin Todd Perry              | Jordan Kerr Jim Thomas                    | 6−3, 6−3               |
| Delray Beach  | 2004 | Leander Paes Radek Štěpánek           | Gastón Etlis Martín Rodríguez             | 6−0, 6−3               |
| Delray Beach  | 2003 | Leander Paes Nenad Zimonjić           | Raemon Sluiter Martin Verkerk             | 7−5, 3−6, 7−5          |
| Delray Beach  | 2002 | Martin Damm Cyril Suk                 | David Adams Ben Ellwood                   | 6−4, 6−7(5), [10−5]    |
| Delray Beach  | 2001 | Jan-Michael Gambill Andy Roddick      | Thomas Shimada Myles Wakefield            | 6−3, 6−4               |
| Delray Beach  | 2000 | Brian MacPhie Nenad Zimonjić          | Joshua Eagle Andrew Florent               | 7−5, 6−4               |
| Delray Beach  | 1999 | Maks Mirni Nenad Zimonjić             | Doug Flach Brian MacPhie                  | 7−6(3), 3−6, 6−3       |
| Coral Springs | 1998 | Grant Stafford Kevin Ullyett          | Mark Merklein Vince Spadea                | 7−5, 6−4               |
| Coral Springs | 1997 | Dave Randall Greg Van Emburgh         | Luke Jensen Murphy Jensen                 | 6−7, 6−2, 7−6          |
| Coral Springs | 1996 | Todd Woodbridge Mark Woodforde (2)    | Ivan Baron Brett Hansen-Dent              | 6−3, 6−3               |
| Coral Springs | 1995 | Todd Woodbridge Mark Woodforde        | Sergio Casal Emilio Sánchez Vicario       | 6−3, 6−1               |
| Coral Springs | 1994 | Lan Bale Brett Steven                 | Ken Flach Stephane Simian                 | 6−3, 7−5               |
| Coral Springs | 1993 | Patrick McEnroe Jonathan Stark        | Paul Annacone Doug Flach                  | 6−4, 6−3               |